# Universidad Inca Garcilaso de la Vega
La Universidad Inca Garcilaso de la Vega (UIGV) es una universidad privada ubicada en la ciudad de Lima, Perú. Fue fundada en 1964, durante el primer gobierno del presidente Fernando Belaúnde Terry.
En 2019, la Superintendencia Nacional de Educación Superior (Sunedu) denegó su licenciamiento debido al incumplimiento de diversas condiciones básicas de calidad. Estuvo en proceso de liquidación debido a sus deudas hasta el 23 de setiembre de 2022 cuando la Junta de Acreedores, decidió el cambio de destino de la universidad a reestructuración.

## Historia
La Universidad Inca Garcilaso de la Vega se creó el 21 de diciembre de 1964 mediante Decreto Supremo N.º 74 y 26-A, siendo ratificada en el inciso 24 del art. 97° de la Ley Universitaria N° 23733. Tomó el nombre del Inca Garcilaso de la Vega, un escritor e historiador de ascendencia hispano-incaica considerado el «primer mestizo biológico y espiritual de América».
Inicialmente funcionó como universidad pedagógica, contando entonces con seis facultades, pero con los años amplió su oferta educativa llegando a un total de diez facultades que impartían diecisiete carreras de grado. En 1992, dio inicio a su programa de estudios de pregrado a distancia, y en 2010 abrió una escuela de posgrado que llegó a ofrecer hasta quince maestrías y siete doctorados. En 2019, la universidad contaba con trece facultades y una escuela de posgrado, ofreciendo 48 carreras de pregrado, 38 maestrías y 11 doctorados, además de 24 programas de segunda especialidad.
En julio de 2019, la universidad anunció que como consecuencia del plan de adecuación para obtener el licenciamiento institucional ante la SUNEDU, tendría que suspender la admisión en ocho carreras: Negocios, Comercio Exterior, Educación, Turismo y Hotelería, Ingeniería de Sistemas, Ciencias de la Comunicación, Ciencias Económicas y Contabilidad.
El 10 de octubre de 2019, la Superintendencia Nacional de Educación Superior (Sunedu) denegó su licenciamiento debido al incumplimiento de diversas condiciones básicas de calidad. Por tal motivo, la universidad deberá cesar sus actividades en un plazo de dos años, contado a partir del siguiente semestre académico.
El 15 de junio de 2020, el Instituto Nacional de Defensa de la Competencia y de la Protección de la Propiedad Intelectual (Indecopi), mediante Resolución n.° 2105-2020/CCO-INDECOPI, inició el procedimiento concursal ordinario de la UIGV debido a una deuda impaga de más de medio millón de soles a América Televisión. La Sunedu –como principal acreedor de la universidad– recomendó su liquidación con el propósito de cobrar las multas impuestas, no obstante haber ampliado a cinco años el plazo para el cese de las actividades académicas de las demás universidades con licencia denegada.
El día 23 de setiembre de 2022, se aprobó en Junta de Acreedores el cambio de destino de la universidad a reestructuración. De esta manera, la universidad dejará de estar en un esquema de liquidación con el objetivo principal de obtener el licenciamiento.

## Campus

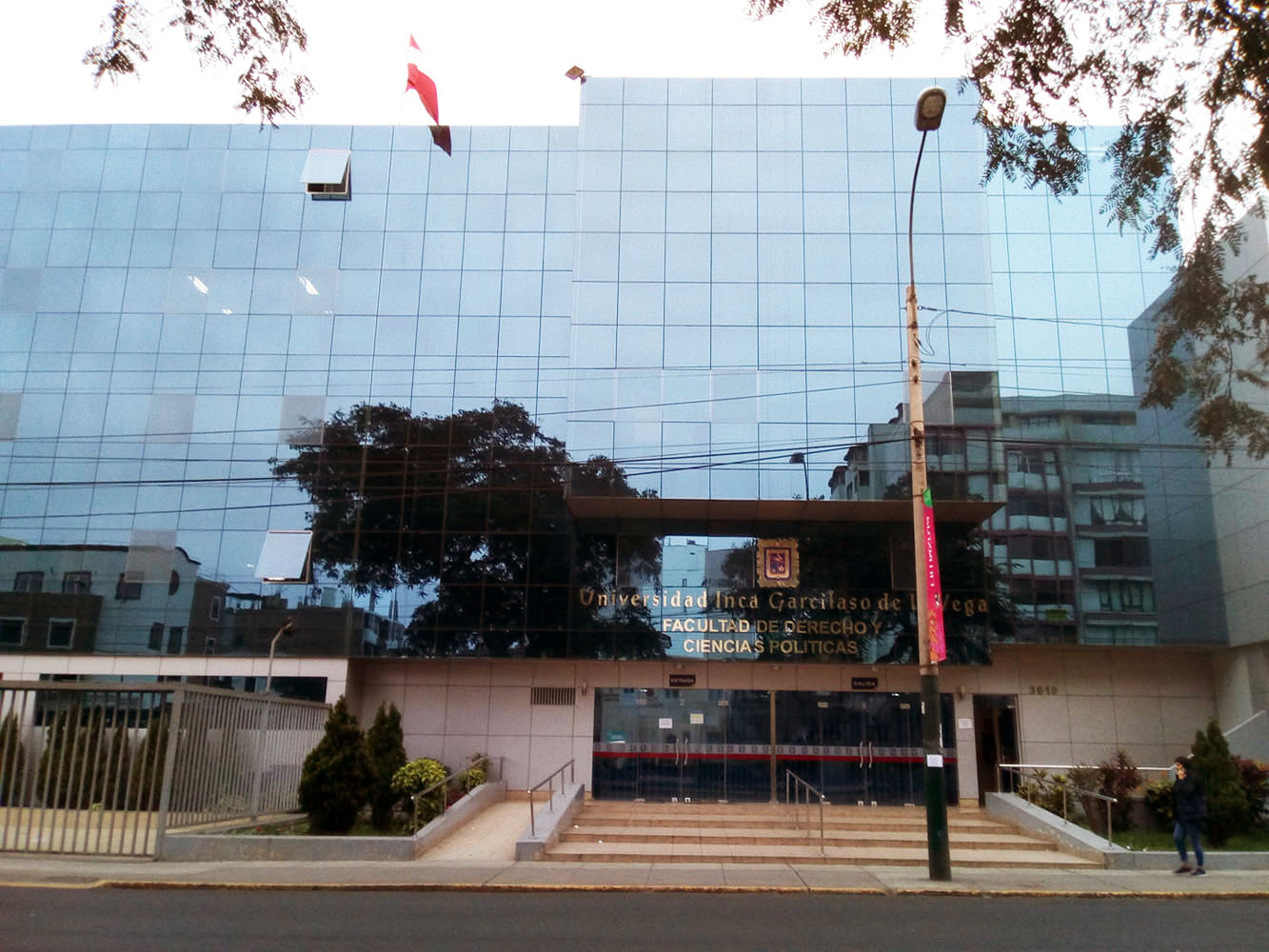
Facultad de Derecho y Ciencias Políticas

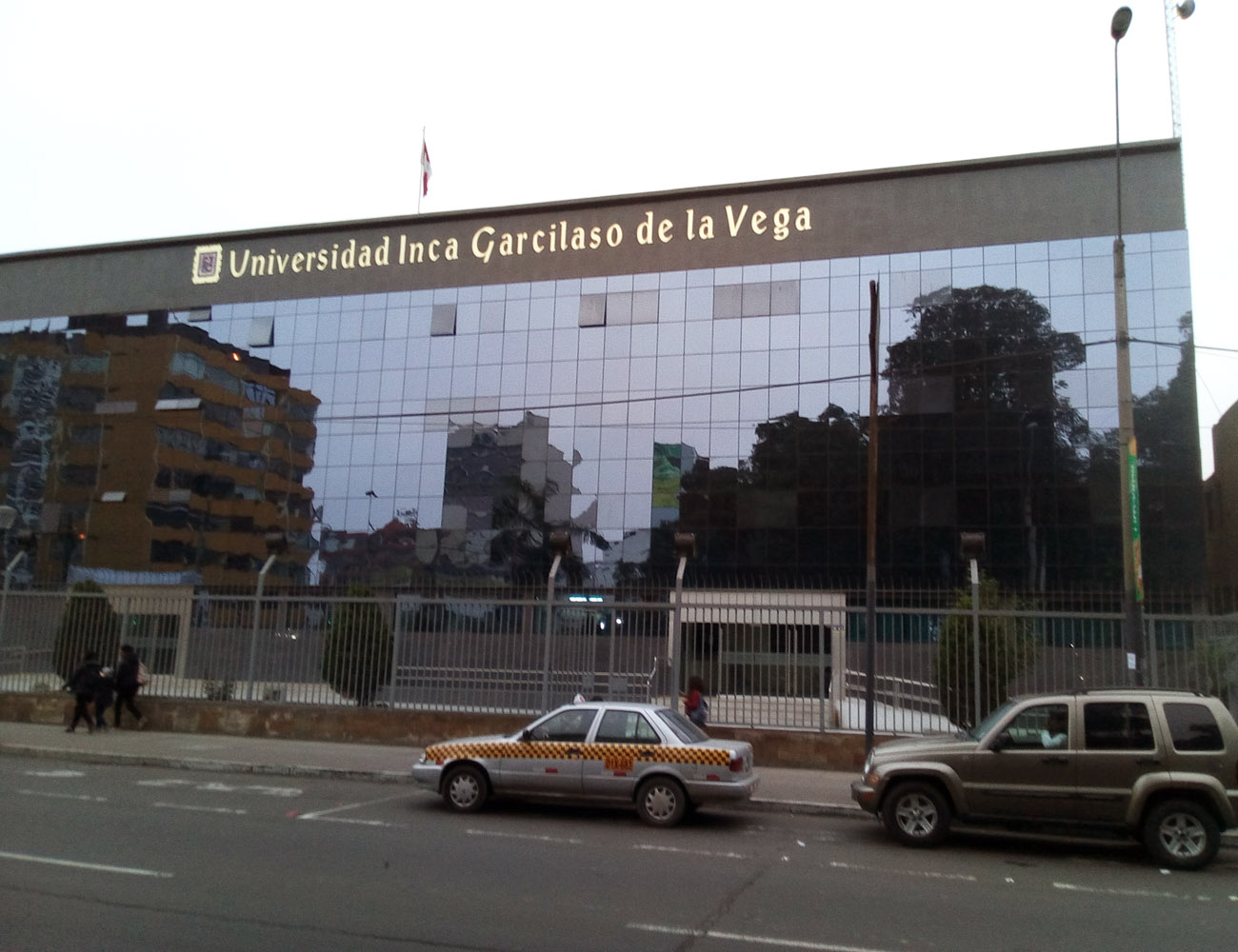
Facultad de Ciencias Administrativas

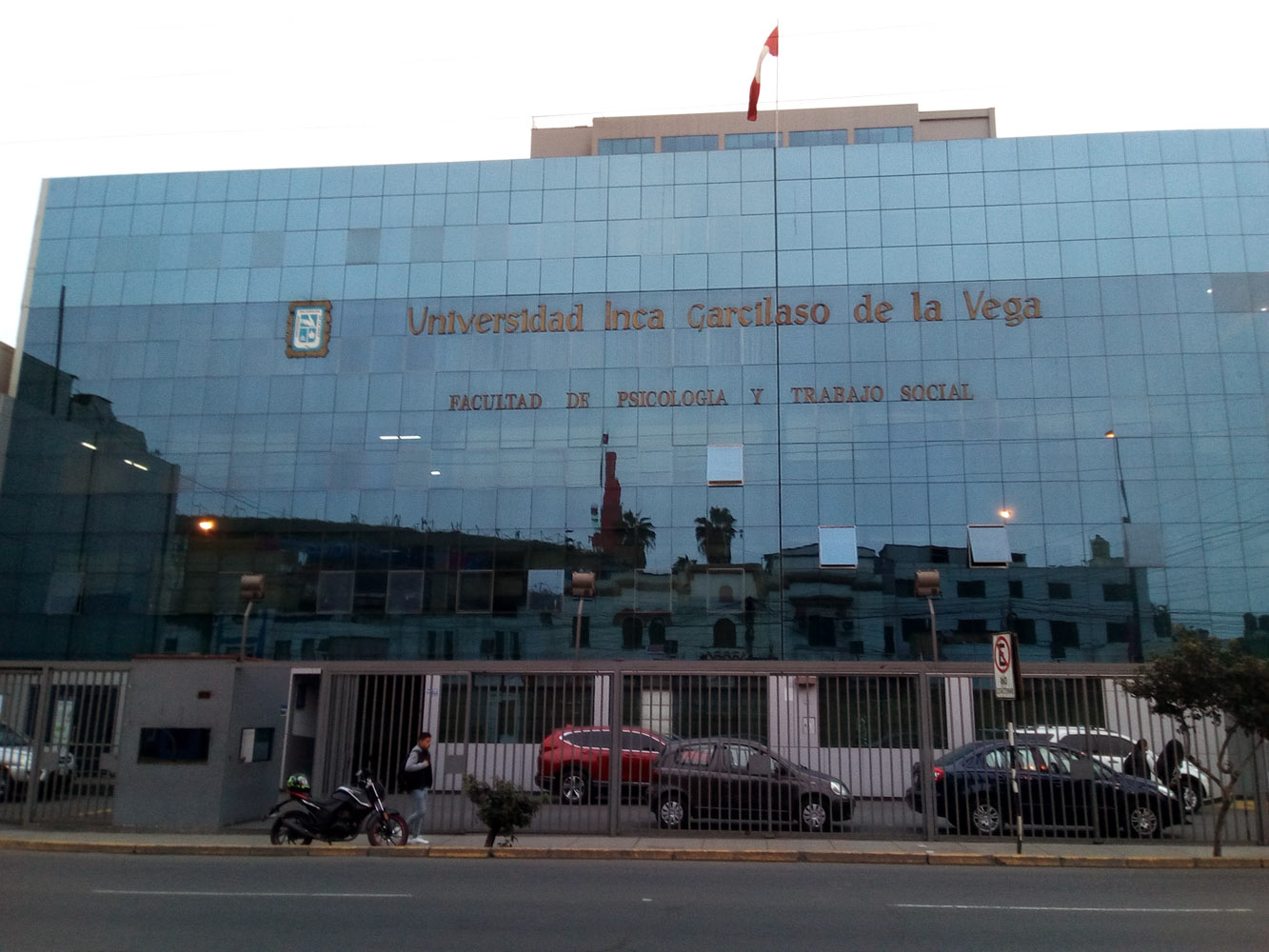
Facultad de Psicología y Trabajo Social

La Universidad Inca Garcilaso de la Vega cuenta con seis campus en la ciudad de Lima. Dos de estos campus se ubican en la urbanización de Santa Beatriz del distrito de Lima y otros dos en Pueblo Libre. En el campus de la Avenida Arequipa en San Isidro se encuentra la Facultad de Derecho y Ciencias Políticas, y en el de Jesús María, la Escuela de Posgrado. Asimismo, dispone de una filial en la ciudad de Chincha (departamento de Ica).
- Campus de la Facultad de Psicología y Trabajo Social (Santa Beatriz)
- Campus de las Facultades de Ciencias Administrativas y Ciencias Económicas y de Enfermería (Santa Beatriz)
- Campus de la Avenida Arequipa (San Isidro) correspondiente a la Facultad de Derecho y Ciencias Políticas
- Campus de la Facultad de Estomatología, Tecnología Médica, Farmacia y Bioquímica (Pueblo Libre)
- Campus del Jirón Río Tambo (Pueblo Libre) correspondiente a los programas de ingeniería.
- Escuela de Posgrado (Jesús María)

## Áreas académicas

### Pregrado
| Facultad                                             | Programas académicos                                                                                  |
| ---------------------------------------------------- | --- |
| Ciencias Administrativas                             | - Ciencias Administrativas                                                                            |
| Ciencias Farmacéuticas y Bioquímicas                 | - Ciencias Farmacéuticas y Bioquímica                                                                 |
| Comercio Exterior y Relaciones Internacionales       | - Gestión de Puertos y Aduanas - Logística Internacional - Relaciones Internacionales y Negociaciones |
| Derecho y Ciencias Políticas                         | - Derecho                                                                                             |
| Enfermería                                           | - Enfermería                                                                                          |
| Estomatología                                        | - Estomatología                                                                                       |
| Ingeniería Administrativa e Industrial               | - Ingeniería Administrativa - Ingeniería Industrial                                                   |
| Ingeniería de Sistemas, Cómputo y Telecomunicaciones | - Ingeniería de Sistemas y Cómputo                                                                    |
| Psicología y Trabajo Social                          | - Psicología - Trabajo Social                                                                         |
| Tecnología Médica                                    | - Terapia Física y Rehabilitación                                                                     |

### Posgrado
La universidad cuenta con una Escuela de Postgrado que continúa impartiendo estudios de maestría y doctorado únicamente a aquellos alumnos que cuenten con matrícula en dichos grados, y no puede admitir a nuevos alumnos mientras no se encuentre licenciada.
| Grado                                  | Área | Programas académicos                                                                                |
| -------------------------------------- | --- | --------------------------------------------------------------------------------------------------- |
| Maestrías                              | | |
| Ciencias empresariales y de la gestión | - Desarrollo organizacional y alta dirección - Ejecutiva en administración de negocios (MBA) - Finanzas y mercados financieros - Gestión y control gubernamental - Gobierno y Gestión pública - Política fiscal y Tributación - Gerencia social y recursos humanos | |
| Ciencias de la Salud                   | - Estomatología - Gerencia de servicios de salud - Salud pública - Terapia cognitiva conductual de los trastornos psicológicos y psiquiátricos | |
| Derecho y Ciencias Sociales            | - Derecho administrativo - Derecho civil y Comercial - Derecho notarial y Registral - Derecho Procesal Penal con mención en destrezas y técnicas de litigación oral - Psicología jurídica y forense - Política, gestión y derecho ambiental                        | |
| Educación                              | - Investigación y Docencia Universitaria | |
| Doctorados                             | | - Administración - Derecho - Medio ambiente y Desarrollo sostenible - Salud Pública - Estomatología |

## Clasificación académica

### Clasificación Webométrica
Es elaborada por el Laboratorio de Cibermetría del Consejo Superior de Investigaciones Científicas (CSIC) de España. El Laboratorio actúa como un observatorio de ciencia y tecnología disponible en la internet. La clasificación se construye a partir de una base de datos que incluye alrededor de 20 000 universidades y más de 5000 centros de investigación. La metodología bibliométrica toma en cuenta el volumen de contenidos publicados en la web, así como la visibilidad e impacto de estos contenidos de acuerdo con los enlaces externos que apuntan hacia sus sitios web.
La siguiente tabla muestra la posición de la universidad en la clasificación Webométrica a nivel nacional y mundial:
| Universidad                           | 2012      | 2013      | 2014      | 2015       | 2016       | 2017       | 2018       | 2019       | 2020 | 2021 |
| ------------------------------------- | --------- | --------- | --------- | ---------- | ---------- | ---------- | ---------- | ---------- | ---- | ---- |
| Universidad Inca Garcilaso de la Vega | 32 (7835) | 24 (8633) | 36 (9240) | 42 (10351) | 38 (10890) | 45 (11394) | 46 (11504) | 49 (11265) | —    | —    |

## Controversias

### Denuncias contra el ex rector
Desde julio de 2020, la Sunedu sancionó a la universidad con una multa de casi 9 millones de soles por no haber suspendido al rector Luis Cervantes Liñán, como lo había dispuesto con anterioridad debido al uso incorrecto de fondos universitarios por más de 77 millones de soles. Asimismo, la Procuraduría de la Sunedu denunció penalmente a Cervantes por fraude en la administración de personas jurídicas, omisión de actos funcionales, lavado de activos y usurpación de funciones.
El ex rector Cervantes –quien se mantuvo en el cargo durante más de 15 años– llegó a ganar hasta 8 veces más que el rector del Instituto de Tecnología de Massachusetts (MIT) y unas 10 veces más que el rector de la Universidad de Harvard. Asimismo, durante su gestión fue acusado de los cargos de apropiación ilícita, asociación ilícita para delinquir, estafa, lavado de activos, defraudación tributaria, entre otros.